# アラスカ陸軍州兵
アラスカ陸軍州兵（Alaska Army National Guard）はアラスカ州における陸軍州兵。アラスカ空軍州兵とともにアラスカ州兵を構成する。司令部はフォート・リチャードソン、人員は約1,850名。

## 概要
アラスカ州兵の目的は、連邦軍への予備戦力の提供および国内における災害救援、治安維持にある。アラスカ州兵の海外派遣は2004年のイラク派遣が初めてのことであった。歩兵中隊が派遣されたのを皮切りに2005年にはハワイ州兵の第29独立歩兵旅団に組み込まれて、イラクで任務を遂行した。2005年から2006年にかけては、小規模な部隊がイラクとアフガニスタンに派遣された。中隊規模の航空部隊はローテーションでイラクに派遣されている。アラスカ州兵自体の規模も大きくないために、派遣も小規模となっている。
州兵組織のほか、アラスカ州には州防衛軍としてアラスカ州防衛軍（第49憲兵旅団）が設置されている。

## 部隊
- 第207歩兵群(207th Infantry Group)
- アラスカ多機能地域訓練旅団(Alaska Multi-Functional Regional Training Brigade)
- 第49ミサイル防衛大隊(49th Missile Defense Battalion)
- 第207航空連隊第1大隊(1-207th Regiment)
- 第207航空連隊第2大隊(2-207th Regiment)
- 第103大量破壊兵器市民支援チーム(103rd WMD Combat Support Team)